# Fiji la Jocurile Olimpice de vară din 2016
Fiji a participat la Jocurile Olimpice de vară din 2016 de la Rio de Janeiro în perioada 5 – 21 august 2016, cu o delegație de 54 de sportivi, care a concurat în zece sporturi. Cu o medalie de aur, prima medalie olimpică din istoria sa, Fiji s-a aflat pe locul 54 în clasamentul final.

## Participanți
Delegația din Fiji a cuprins 54 de sportivi: 38 de bărbați și 16 de femei. Cel mai tânăr atlet din delegația a fost jucătoarea de tenis de masă Sally Yee (15 ani), cel mai vechi a fost trăgătorul de tir Glenn Kable (53 de ani).
| Sport         | Masculin | Feminin | Total |
| ------------- | -------- | ------- | ----- |
| Atletism      | 1        | 1       | 2     |
| Box           | 1        | 0       | 1     |
| Fotbal        | 18       | 0       | 18    |
| Haltere       | 1        | 1       | 2     |
| Judo          | 1        | 0       | 1     |
| Natație       | 1        | 1       | 2     |
| Tir cu arcul  | 1        | 0       | 1     |
| Rugby         | 13       | 12      | 25    |
| Tenis de masă | 0        | 1       | 1     |
| Tir           | 1        | 0       | 1     |
| Total         | 38       | 16      | 54    |

## Medaliați
| Medalie | Nume | Sport        | Probă            | Dată      |
| ------- | --- | ------------ | ---------------- | --------- |
| Aur     | Echipa națională masculină Jasa Veremalua Kitione Taliga Semi Kunatani Leone Nakarawa Osea Kolinisau Jerry Tuwai Samisoni Viriviri Apisai Domolailai Josua Tuisova Viliame Mata Vatemo Ravouvou Savenaca Rawaca Masivesi Dakuwaqa | Rugby în VII | Turneul masculin | 11 august |